# 왕유숴
왕유숴(중국어 간체자: 王佑硕, 정체자: 王佑碩, 병음: Wáng Yòushuò, 한자음: 왕우석, 1992년 10월 8일~)는 중화인민공화국의 배우이다.

## 출연작

### 드라마
- 2018년 아이치이 드라마 《운석전》 - 당리 역
- 2018년 아이치이 드라마 《현문대사》- 운치 역
- 2019년 산둥위성텔레비전 드라마 《온난적촌장》 - 왕이밍 역
- 2019년 후난위성텔레비전 청춘진행중 《대송소년지》 - 왕관 역
- 2020년 아이치이 드라마 《여의방비 : 천년의 수호》 - 오백기 역
- 2021년 유쿠 드라마 《군구령》 - 영운소 역
- 2022년 아이치이 드라마 《월가행》 - 하나 역
- 2023년 후난위성텔레비전 금응독파극장 《대송소년지 2》 - 왕관 역